# Liste der Monuments historiques in Jugazan
Die Liste der Monuments historiques in Jugazan führt die Monuments historiques in der französischen Gemeinde Jugazan auf.

## Liste der Bauwerke
| Bezeichnung       | Beschreibung                    | Standort | Kennzeichnung | Schutzstatus | Datum | Bild           |
| ----------------- | ------------------------------- | -------- | ------------- | ------------ | ----- | -------------- |
| Dolmen von Curton |                                 | (Lage)   | PA00135178    | Inscrit      | 1995  | weitere Bilder |
| Kirche St-Martin  | Mittelalter und 16. Jahrhundert | (Lage)   | PA00083575    | Inscrit      | 1966  | weitere Bilder |

## Liste der Objekte
| Bezeichnung | Beschreibung   | Standort                       | Kennzeichnung | Schutzstatus | Datum | Bild |
| ----------- | -------------- | ------------------------------ | ------------- | ------------ | ----- | ---- |
| Taufbecken  | Stein, um 1500 | in der Kirche St-Martin (Lage) | PM33000549    | Classé       | 1908  |      |